# Selecció de futbol de Macedònia del Nord
La Selecció de futbol de Macedònia del Nord és l'equip representatiu del país en les competicions oficials. La seva organització es troba a càrrec de la Federació de Futbol de Macedònia del Nord, pertanyent a la UEFA.
La selecció de Macedònia del Nord va néixer el 1993 després del desmembrament de Iugoslàvia. Abans d'aquest fet, els jugadors eslaus macedonis jugaven amb la Selecció de futbol de Iugoslàvia. La selecció macedònia acostuma a jugar els seus partits com a local a l'estadi Filip II.

## Copa del Món
- 1930 a 1994 - Forma part de Iugoslàvia
- 1998 a 2018 - No es va classificar[3]

## Eurocopa
- 1960 a 1992 - Forma part de Iugoslàvia
- 1996 a 2016 - No es va classificar

## Història

### Els principis
El 1994, Macedònia va esdevenir membre de la FIFA i la UEFA després de la dissolució de Iugoslàvia. L'equip va debutar amb una victòria en partit amistós contra la Selecció de futbol d'Eslovènia per 1-4 el 13 d'octubre del 1993 amb Andon Dončevski com a seleccionador. Després d'Eslovènia, la selecció macedònia va jugar encara un altre amistós contra Estònia abans de la primera derrota de la seva història, esdevinguda el 31 d'agost del 1994 davant la Turquia. La primera estrella d'aquesta selecció nacional va ser Darko Pančev, campió de la Copa d'Europa amb l'Estrella Roja el 1991 i, posteriorment, jugador de l'Inter de Milà italià.

### Dècada de 1990-1999

#### Eurocopa del 1996
La primera vegada que Macedònia del Nord va jugar en partit oficial, va ser en el context de la classificació per a l'Eurocopa 1996. Aquell any, la selecció de Macedònia del Nord es va trobar en el grup 2, havent-se d'enfrontar amb les seleccions d'Espanya, Dinamarca, Bèlgica, Xipre i Armènia. Durant el seu primer partit oficial, Macedònia del Nord va empatar amb la vigent campiona del món, Dinamarca. El partit es va jugar a Skopje el 7 de setembre de 1994 i va acabar amb el resultat d'1-1. En aquesta fase de classificació, Macedònia del Nord va patir la seva major derrota històrica en ser derrotada per Bèlgica a casa seva el 7 de juny de 1995. Finalment, no va poder classificar-se per l'Eurocopa 1996, acabant en quarta posició amb un total de 7 punts.
| Equip              | PJ | PG | PE | PP | GF | GC | DG  | Pts |
| ------------------ | -- | -- | -- | -- | -- | -- | --- | --- |
| Espanya            | 10 | 8  | 2  | 0  | 25 | 4  | +21 | 26  |
| Dinamarca          | 10 | 6  | 3  | 1  | 19 | 9  | +10 | 21  |
| Bèlgica            | 10 | 4  | 3  | 3  | 17 | 13 | +4  | 15  |
| Macedònia del Nord | 10 | 1  | 4  | 5  | 9  | 18 | −9  | 7   |
| Xipre              | 10 | 1  | 4  | 5  | 6  | 20 | −14 | 7   |
| Armènia            | 10 | 1  | 2  | 7  | 5  | 17 | −12 | 5   |

|           | Armènia | Bèlgica | Xipre | Dinamarca | Macedònia | Espanya |
| --------- | ------- | ------- | ----- | --------- | --------- | ------- |
| Armènia   | –       | 0–2     | 0–0   | 0–2       | 2–2       | 0–2     |
| Bèlgica   | 2–0     | –       | 2–0   | 1–3       | 1–1       | 1–4     |
| Xipre     | 2–0     | 1–1     | –     | 1–1       | 1–1       | 1–2     |
| Dinamarca | 3–1     | 3–1     | 4–0   | –         | 1–0       | 1–1     |
| Macedònia | 1–2     | 0–5     | 3–0   | 1–1       | –         | 0–2     |
| Espanya   | 1–0     | 1–1     | 6–0   | 3–0       | 3–0       | –       |

#### Copa del Món del 1998
El primer intent de Macedònia del Nord per accedir a un Campionat Mundial de futbol va comportar l'enfrontament de Macedònia amb les seleccions de Romania, Irlanda, Lituània, Islàndia i Liechtenstein.
El torneig va començar el 24 d'abril del 1996 amb una victòria per 3-0 davant de Liechtenstein. La fita més imoportant aconseguida per Macedònia del Nord en aquesta edició de qualificació per al Mundial va ser la victòria per 1-11 davant de Liechtenstein, de nou, que és encara avui en dia la victòria amb major diferència de gols aconseguida per Macedònia en partit oficial. La meitat dels gols aconseguits per la selecció macedònia en aquesta competició, de fet, es van marcar en aquest partit. L'equip balcànic no va poder classificar-se pel Mundial de França, acabant en quarta posició amb un total de 13 punts.
| Rank | Equip              | Pts | PJ | PG | PE | PP | GF | GC | DG  |
| ---- | ------------------ | --- | -- | -- | -- | -- | -- | -- | --- |
| 1    | Romania            | 28  | 10 | 9  | 1  | 0  | 37 | 4  | 33  |
| 2    | Irlanda            | 18  | 10 | 5  | 3  | 2  | 22 | 8  | 14  |
| 3    | Lituània           | 17  | 10 | 5  | 2  | 3  | 11 | 8  | 3   |
| 4    | Macedònia del Nord | 13  | 10 | 4  | 1  | 5  | 22 | 18 | 4   |
| 5    | Islàndia           | 9   | 10 | 2  | 3  | 5  | 11 | 16 | −5  |
| 6    | Liechtenstein      | 0   | 10 | 0  | 0  | 10 | 3  | 52 | −49 |

#### Eurocopa del 2000
La fase de classificació de la selecció de Macedònia del Nord de cara a l'Eurocopa 2000 de Bèlgica i els Països Baixos la va emparellar amb les seleccions de futbol de Sèrbia, Irlanda, Croàcia i Malta.
En aquesta edició, Macedònia del Nord va tornar a veure impedida la classificació per l'Eurocopa, tot i guanyar el primer partit contra Malta per 4-0 el 6 de setembre del 1998. La selecció balcànica va tornar a quedar en quarta posició, aquest cop amb 8 punts.
| Equip              | PJ | PG | PE | PP | GF | GC | DG  | Pts |
| ------------------ | -- | -- | -- | -- | -- | -- | --- | --- |
| Sèrbia             |    | 5  | 2  | 1  | 18 | 8  | +10 | 17  |
| Irlanda            |    | 5  | 1  | 2  | 14 | 6  | +8  | 16  |
| Croàcia            |    | 4  | 3  | 1  | 13 | 9  | +4  | 15  |
| Macedònia del Nord |    | 2  | 2  | 4  | 13 | 14 | −1  | 8   |
| Malta              |    | 0  | 0  | 8  | 6  | 27 | −21 | 0   |

|           | Croàcia | Macedònia | Malta | Irlanda | Sèrbia |
| --------- | ------- | --------- | ----- | ------- | ------ |
| Croàcia   | –       | 3–2       | 2–1   | 1–0     | 2–2    |
| Macedònia | 1–1     | –         | 4–0   | 1–1     | 2–4    |
| Malta     | 1–4     | 1–2       | –     | 2–3     | 0–3    |
| Irlanda   | 2–0     | 1–0       | 5–0   | –       | 2–1    |
| Sèrbia    | 0–0     | 3–1       | 4–1   | 1–0     | –      |

### Dècada de 2000-2009

#### Copa del Món 2002
En el context de la fase de classificació per al Mundial de Corea del Sud i Japó, la selecció macedònia es va agrupar amb les seleccions de Suècia, Turquia, Eslovàquia, Moldàvia i Azerbaidjan.
En aquest cas, el convinat de Macedònia del Nord no va poder guanyar la jornada inaugural, perdent contra Eslovàquia per 2-0. Tampoc van aconseguir passar a la fase final del torneig, quedant en quarta posició, una altra vegada, aconseguint un total de 7 punts.

#### Eurocopa 2004
La següent competició oficial en què van participar, doncs, seria la classificació per a l'Eurocopa 2004, agrupada amb les seleccions d'Anglaterra, Turquia, Eslovàquia i Liechtenstein.
Tot i que Macedònia del Nord no va poder guanyar cap dels primers quatre partits de la competició, és en aquesta edició on va aconseguir un dels millors resultats de la seva encara curta història en el món del futbol. El 16 d'octubre del 2002, Macedònia del Nord s'enfrontava amb Anglaterra a Southampton (Regne Unit). Els visitants es van poder avançar al marcador amb un gol d'Artim Sakiri, que va marcar de córner directe, deixant al porter anglès David Seaman atordit. Anglaterra va aconseguir igualar el partit, però tot i així, l'empenta dels macedonis els va permetre tornar a marcar. Al final del partit el marcador mostrava un empat 2-2, però el fet que una selecció tan modesta com Macedònia del Nord pogués empatar al camp de la poderosa Anglaterra era, en aquell moment, una de les seves màximes fites.
Va ser gairebé l'única alegria que s'endurien els macedonis d'aquesta fase classificatòria, ja que només va aconseguir una victòria en tota la competició (el 7 de juny del 2003 contra Liechtenstein). Evidentment, amb aquests resultats Macedònia del Nord no es va poder classificar per la fase final, acabant en quart lloc del grup amb sis punts (la pitjor puntuació de la seva història durant molt de temps).

#### Copa del Món 2006
Pel que fa a la fase classificatòria per al Mundial d'Alemanya, Macedònia del Nord es va enquadrar al Grup 1, agrupada amb Països Baixos, República Txeca, Romania, Finlàndia, Armènia i Andorra
La primera jornada va començar molt bé pels interessos macedonis, ja que la selecció balcànica va vèncer per 3-0 el combinat armeni el 18 d'agost del 2004. No tornaria a guanyar a casa fins tres anys més tard. Tot i així, el 9 d'octubre d'aquell mateix any, Macedònia del Nord donaria una gran alegria als prop de 17.000 aficionats que van assistir a Skopje al partit contra els Països Baixos a l'empatar 2-2. Aquesta alegria s'esfumaria quatre dies més tard, quan perdrien a Andorra per 1-0 contra una de les seleccions de futbol més febles del món.
No va ser el millor torneig disputat pels macedonis, que veurien com el 8 de juny del 2005 queien fulminats a la República Txeca per 6-1, la derrota més inflada que havien patit fins llavors. Poc després, a més a més, el seleccionador Slobodan Santrač va renunciar per motius personals, de manera que l'exjugador Boban Babunski va haver de fer-se càrrec de l'equip; això passava pocs dies després de perdre 0-3 contra la selecció finesa.
Tot i la més que pobre participació de Macedònia del Nord en la classificació pel Mundial del 2006, la selecció va aconseguir acabar amb la cara ben alta, gràcies a l'empat sense gols aconseguit contra la selecció dels Països Baixos a Amsterdam. Gràcies a això, Macedònia del Nord va esdevenir l'únic equip del grup en no perdre cap partit contra el convinat neerlandès. Els Països Baixos acabarien classificant-se per la fase final de la competició, guanyant deu dels dotze partits del Mundial d'Alemanya. Macedònia del Nord no va poder classificar-se, quedant cinquena del grup amb nou punts.
| Equip           | Pt | PJ | PG | PE | PP | GF | GC | DG  |
| --------------- | -- | -- | -- | -- | -- | -- | -- | --- |
| Països Baixos   | 32 | 12 | 10 | 2  | 0  | 27 | 3  | 24  |
| República Txeca | 27 | 12 | 9  | 0  | 3  | 35 | 12 | 23  |
| Romania         | 25 | 12 | 8  | 1  | 3  | 20 | 10 | 10  |
| Finlàndia       | 16 | 12 | 5  | 1  | 6  | 21 | 19 | 2   |
| Macedònia       | 9  | 12 | 2  | 3  | 7  | 11 | 24 | -13 |
| Armènia         | 7  | 12 | 2  | 1  | 9  | 9  | 25 | -16 |
| Andorra         | 5  | 12 | 1  | 2  | 9  | 4  | 34 | -30 |

| Equip           | Països Baixos | República Txeca | Romania | Finlàndia | Macedònia | Armènia | Andorra |
| --------------- | ------------- | --------------- | ------- | --------- | --------- | ------- | ------- |
| Països Baixos   | -             | 2-0             | 2-0     | 3-1       | 0-0       | 2-0     | 4-0     |
| República Txeca | 0-2           | -               | 1-0     | 4-3       | 6-1       | 4-1     | 8-1     |
| Romania         | 0-2           | 2-0             | -       | 2-1       | 2-1       | 3-0     | 2-0     |
| Finlàndia       | 0-4           | 0-3             | 0-1     | -         | 5-1       | 3-1     | 3-0     |
| Macedònia       | 2-2           | 0-2             | 1-2     | 0-3       | -         | 3-0     | 0-0     |
| Armènia         | 0-1           | 0-3             | 0-2     | 0-2       | 1-2       | -       | 2-1     |
| Andorra         | 0-3           | 0-4             | 1-1     | 0-0       | 1-0       | 0-3     | –       |

#### Torneig a l'Iran (2005)
Un cop acabada la fase de classificació pel Mundial del 2006, el novembre del 2005, la selecció de futbol de Macedònia del Nord va participar en un torneig amistós a l'Iran. Aquest trofeu enfrontava a quatre seleccions de quatre continets diferents: Iran, Paraguai i Togo. En el primer partit disputat, Macedònia del Nord va vèncer per 2-1 l'equip amfitrió, l'Iran. La final la va disputar contra el Paraguai, que va vèncer els europeus per 1-0. Curiosament, Macedònia del Nord seria l'única de les quatre seleccions que no participaria en el Mundial d'Alemanya.

#### Eurocopa 2008
El 27 de gener del 2006, a Suïssa, Macedònia del Nord va ser col·locada en el Grup E de la qualificació per l'Eurocopa 2008, juntament amb Anglaterra, Croàcia, Rússia, Israel, Estònia i Andorra. El 17 de febrer d'aquell mateix any, l'exentrenador de l'equip nacional eslovè, Srečko Katanec, va ser nomenat entrenador de l'equip macedoni, amb un contracte de dos anys, així que seria l'entrenador per aquest torneig.

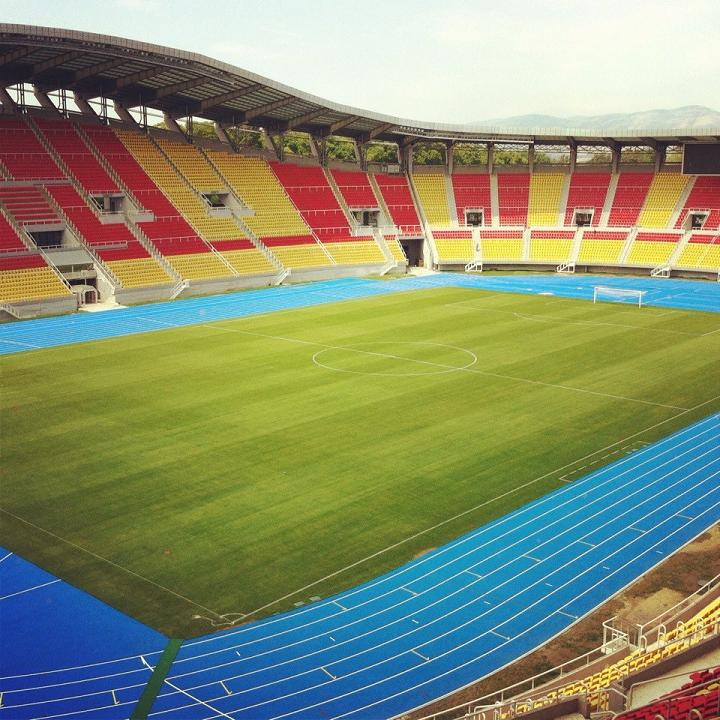
Estadi Filip II de Macedònia del Nord

Abans de l'inici de la fase de classificació per a l'Eurocopa del 2008, Macedònia del Nord va aconseguir dos bons resultats davant d'equips en partits amistosos. Van vèncer l'Equador 2-1 a Madrid (la seva primera victòria contra un equip sud-americà) i, una setmana més tard, va aconseguir una nova victòria aquest cop per 1-0, davant Turquia.
Macedònia del Nord va obrir la classificació per l'Eurocopa 2008 amb una victòria per 0-1 davant d'Estònia, el 16 d'agost del 2006. Goce Sedloski va marcar per Macedònia del Nord al minut 73, el que significava que Macedònia del Nord va convertir-se en el primer equip a marcar un gol a l'Eurocopa 2008, en la fase de classificació.
Macedònia del Nord va acollir Anglaterra el 6 de setembre de 2006, en el seu segon partit de la fase de classificació. Anglaterra va guanyar 0-1 després del gol de Peter Crouch, aconseguit el minut 46. Aquesta es convertia en la primera vegada en què l'equip balcànic perdia contra els britànics. Un mes més tard, el 7 d'octubre, els dos equips es van enfrontar de nou a Manchester, on Macedònia del Nord va aconseguir rascar un empat per 0-0 davant de 72.062 persones.
El 17 d'octubre del 2007, Macedònia del Nord va registrar la seva primera victòria a casa des d'agost del 2004, quan va derrotar fàcilment Andorra per 3-0 a Skopje, en un partit amb un fort pès emotiu, ja que era l'endemà de la mort de la icona del pop Toše Proeski.
Però va ser el 17 de novembre del 2007 quan Macedònia va aconseguir una de les gestes més importants de l'encara breu història de la seva selecció nacional; aquell dia, l'equip macedoni va guanyar per 2-0 a Croàcia, eventual líder del grup. Era la primera victòria de Macedònia del Nord contra un equip classificat entre el TOP 10 del rànquing de la FIFA.
Malgrat aquests resultats sorprenents, Macedònia del Nord, un cop més, no va poder classificar-se per la fase final del torneig, acabant en cinquena posició amb 14 punts.
| Equip      | Pt | PJ | PG | PE | PP | GF | GC | DG  |
| ---------- | -- | -- | -- | -- | -- | -- | -- | --- |
| Croàcia    | 29 | 12 | 10 | 2  | 0  | 28 | 8  | 20  |
| Rússia     | 24 | 12 | 7  | 3  | 2  | 18 | 7  | 11  |
| Anglaterra | 23 | 12 | 7  | 2  | 3  | 24 | 7  | 17  |
| Israel     | 23 | 12 | 7  | 2  | 3  | 20 | 12 | 8   |
| Macedònia  | 14 | 12 | 4  | 2  | 6  | 12 | 12 | 0   |
| Estònia    | 7  | 12 | 2  | 1  | 9  | 5  | 21 | -16 |
| Andorra    | 0  | 12 | 0  | 0  | 12 | 2  | 42 | -40 |

| Equip      | Croàcia | Rússia | Anglaterra | Israel | Macedònia | Estònia | Andorra |
| ---------- | ------- | ------ | ---------- | ------ | --------- | ------- | ------- |
| Croàcia    | -       | 0-0    | 2-0        | 1-0    | 2-1       | 2-0     | 7-0     |
| Rússia     | 0-0     | -      | 2-1        | 1-1    | 3-0       | 2-0     | 4-0     |
| Anglaterra | 2-3     | 3-0    | -          | 3-0    | 0-0       | 3-0     | 5-0     |
| Israel     | 3-4     | 2-1    | 0-0        | -      | 1-0       | 4-0     | 4-1     |
| Macedònia  | 2-0     | 0-2    | 0-1        | 1-2    | -         | 1-1     | 3-0     |
| Estònia    | 0-1     | 0-2    | 0-3        | 0-1    | 0-1       | -       | 2-1     |
| Andorra    | 0-6     | 0-1    | 0-3        | 0-2    | 0-3       | 0-2     | –       |

#### Copa del Món 2010
El 25 de novembre del 2007, tot just uns dies després que Macedònia del Nord completés la seva campanya de classificació per a l'Eurocopa 2008, els grups per a la fase de classificació europea per al Mundial de Sud-àfrica es van sortejar a Durban, Sud-àfrica, col·locant a la selecció balcànica al Grup 4, juntament amb les seleccions dels Països Baixos, Escòcia, Noruega i Islàndia.

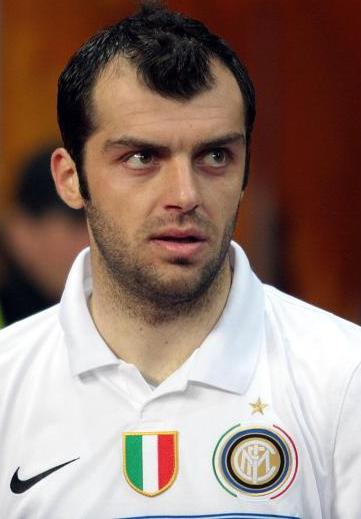
Goran Pandev, màxim golejador de Macedònia del Nord

El seleccionador macedoni, Srečko Katanec, va rebre una pròrroga de dos anys el 21 de desembre del 2007, fet que significava que estaria sota contracte fins al final de les eliminatòries del Mundial 2010. En el període previ a la campanya, Macedònia del Nord va jugar tres amistosos contra Sèrbia, Bòsnia i Hercegovina i Polònia que van acabar tots en empat.
Macedònia del Nord va obrir la seva campanya amb una victòria a casa per 1-0 davant d'Escòcia el 6 de setembre del 2008, quan Ilčo Naumoski va marcar, de rebot, després d'un tir lliure ben llençat per Goce Sedloski. Després d'aquests amistosos i de la victòria contra els escocesos, Macedònia va pujar 10 llocs al FIFA World Rànquings (octubre del 2008), que era la seva posició més alta mai aconseguida en aquesta classificació.
Srečko Katanec va deixar l'equip després de la derrota per 4-0 davant els Països Baixos a Amsterdam l'abril del 2009, presumptament per una discussió amb l'estrella de l'equip Goran Pandev. Poc després, el director de l'esquadra sub-21, Mirsad Jonuz, va esdevenir el nou entrenador de l'equip de futbol nacional de Macedònia del Nord i va signar un contracte fins al final de la campanya de classificació per al Mundial. El 5 de setembre, Macedònia del Nord va perdre 2-0 davant d'Escòcia, patint posteriorment una altra derrota contra Noruega, significant, una altra vegada, que Macedònia del Nord no es classificava per a la fase final d'una competició.
| Equip         | Pt | PJ | PG | PE | PP | GF | GC | DG |
| ------------- | -- | -- | -- | -- | -- | -- | -- | -- |
| Països Baixos | 24 | 8  | 8  | 0  | 0  | 17 | 2  | 15 |
| Noruega       | 10 | 8  | 2  | 4  | 2  | 9  | 7  | 2  |
| Escòcia       | 10 | 8  | 3  | 1  | 4  | 6  | 11 | -5 |
| Macedònia     | 7  | 8  | 2  | 1  | 5  | 5  | 11 | -6 |
| Islàndia      | 5  | 8  | 1  | 2  | 5  | 7  | 13 | -6 |

| Equip         | Països Baixos | Noruega | Escòcia | Macedònia | Islàndia |
| ------------- | ------------- | ------- | ------- | --------- | -------- |
| Països Baixos | -             | 2-0     | 3-0     | 4-0       | 2-0      |
| Noruega       | 0-1           | -       | 4-0     | 2-1       | 2-2      |
| Escòcia       | 0-1           | 0-0     | -       | 2-0       | 2-1      |
| Macedònia     | 1-2           | 0-0     | 1-0     | -         | 2-0      |
| Islàndia      | 1-2           | 1-1     | 1-2     | 1-0       | –        |

### Dècada de 2010-2019

#### Eurocopa 2012

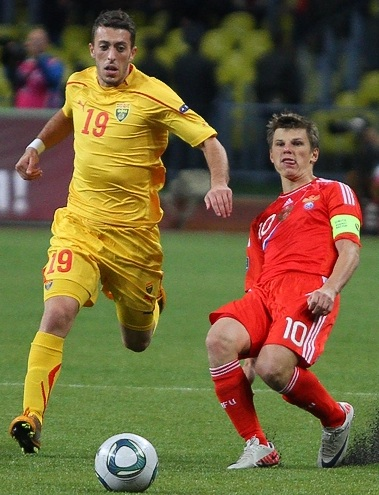
Agim Ibraimi i Andrei Arxavin en un dels partits entre Macedònia del Nord i Rússia

El 7 de febrer del 2010, en el sorteig referent a la classificació per a l'Eurocopa 2012, Macedònia va ser col·locada en el Grup B amb Rússia, Eslovàquia, Irlanda, Armènia i Andorra.
En el període previ a la fase de classificació, Macedònia va disputar amistosos amb Azerbaidjan, Romania i Malta, guanyant els dos primers d'ells per 3-1 i 1-0, respectivament, i empatant 1-1 davant Malta després de l'estiu. No obstant això, les qualificacions no va ser tan reeixida.
En el transcurs d'aquesta fase de classificació, la selecció balcànica només va poder guanyar en els dos enfrontaments contra Andorra. Tot i que hi havia grans expectatives pel que feia a aquesta edició, així com el prometedor començament, exceptuant la derrota inaugural davant d'Eslovàquia, feien pensar en un bon resultat, al final va ser força dessolador.
Macedònia del Nord va acabar en un decebedor cinquè lloc en el grup amb només 2 victòries davant Andorra, i 2 empats a Skopje contra Armènia i Eslovàquia. A causa dels mals resultats de les qualificacions, el seleccionador Mirsad Jonuz va ser destituït el 18 de juny del 2011, essent reemplaçat per John Toshack, que va dirigir l'equip nacional de Macedònia del Nord en els últims quatre partits en els quals va aconseguir una victòria, 1 empat i 2 derrotes.
| Equip               | Pt | PJ | PG | PE | PP | GF | GC | DG  |
| ------------------- | -- | -- | -- | -- | -- | -- | -- | --- |
| Rússia              | 23 | 10 | 7  | 2  | 1  | 17 | 4  | 13  |
| República d'Irlanda | 21 | 10 | 6  | 3  | 1  | 15 | 7  | 8   |
| Armènia             | 17 | 10 | 5  | 2  | 3  | 22 | 10 | 12  |
| Eslovàquia          | 15 | 10 | 4  | 3  | 3  | 7  | 10 | -3  |
| Macedònia           | 8  | 10 | 2  | 2  | 6  | 8  | 14 | -6  |
| Andorra             | 0  | 10 | 0  | 0  | 10 | 1  | 25 | -24 |

| Equip               | RUS | SVK | IRL | MKD | ARM | AND |
| ------------------- | --- | --- | --- | --- | --- | --- |
| Rússia              | -   | 0-1 | 0-0 | 1-0 | 3-1 | 6-0 |
| Eslovàquia          | 0-1 | -   | 1-1 | 1-0 | 0-4 | 1-0 |
| República d'Irlanda | 2-3 | 0-0 | -   | 2-1 | 2-1 | 3-1 |
| Macedònia           | 0-1 | 1-1 | 0-2 | -   | 2-2 | 1-0 |
| Armènia             | 0-0 | 3-1 | 0-1 | 4-1 | -   | 4-0 |
| Andorra             | 0-2 | 0-1 | 0-2 | 0-2 | 0-3 | –   |

#### Copa del Món 2014
La selecció de Macedònia del Nord, en el sorteig relatiu a la classificació per a la Copa del Món de futbol del 2014, es va trobar al grup A, juntament amb les seleccions de Croàcia, Sèrbia, Bèlgica, Escòcia i Gal·les. Tot i la millora experimentada en anys anteriors, en aquest cas la selecció macedònia va obtenir uns resultats molt dolents, aconseguint només dues victòries (a casa contra Sèrbia i Gal·les) i un empat (a Escòcia), perdent els altres set partits. Per aquest motiu, el conjunt entrenat per Janevski va quedar en última posició, no podent classificar-se per a la Copa del Món del Brasil.
| Equip     | Pt | PJ | PG | PE | PP | GF | GC | DG  |
| --------- | -- | -- | -- | -- | -- | -- | -- | --- |
| Bèlgica   | 26 | 10 | 8  | 2  | 0  | 18 | 4  | +14 |
| Croàcia   | 17 | 10 | 5  | 2  | 3  | 12 | 9  | +3  |
| Sèrbia    | 14 | 10 | 4  | 2  | 4  | 18 | 11 | +7  |
| Escòcia   | 11 | 10 | 3  | 2  | 5  | 8  | 12 | -4  |
| Gal·les   | 10 | 10 | 3  | 1  | 6  | 9  | 20 | -11 |
| Macedònia | 7  | 10 | 2  | 1  | 7  | 7  | 16 | -9  |

|           | Bèlgica | Croàcia | Sèrbia | Escòcia | Gal·les | Macedònia |
| --------- | ------- | ------- | ------ | ------- | ------- | --------- |
| Bèlgica   | -       | 1-1     | 2-1    | 2-0     | 1-1     | 1-0       |
| Croàcia   | 1-2     | -       | 2-0    | 0-1     | 2-0     | 1-0       |
| Sèrbia    | 0-3     | 1-1     | -      | 2-0     | 6-1     | 5-1       |
| Escòcia   | 0-2     | 2-0     | 0-0    | -       | 1-2     | 1-1       |
| Gal·les   | 0-2     | 1-2     | 0-3    | 2-1     | -       | 1-0       |
| Macedònia | 0-2     | 1-2     | 1-0    | 1-2     | 2-1     | -         |

## Rivals en competició oficial
Actualitzat l'1 d'abril del 2013
| Selecció        | PJ | PG | PE | PP | GF | GC | Punts |
| --------------- | -- | -- | -- | -- | -- | -- | ----- |
| Andorra         | 6  | 4  | 1  | 1  | 9  | 1  | 13    |
| Armènia         | 6  | 2  | 2  | 2  | 11 | 11 | 8     |
| Croàcia         | 6  | 1  | 1  | 4  | 7  | 9  | 4     |
| Irlanda         | 6  | 1  | 1  | 4  | 5  | 11 | 4     |
| Eslovàquia      | 6  | 0  | 2  | 4  | 2  | 12 | 2     |
| Liechtenstein   | 4  | 3  | 1  | 0  | 18 | 3  | 10    |
| Islàndia        | 4  | 2  | 1  | 1  | 4  | 2  | 7     |
| Anglaterra      | 4  | 0  | 2  | 2  | 3  | 5  | 2     |
| Països Baixos   | 4  | 0  | 2  | 2  | 3  | 8  | 2     |
| Bèlgica         | 4  | 0  | 1  | 3  | 1  | 9  | 1     |
| Turquia         | 4  | 0  | 1  | 3  | 7  | 10 | 1     |
| Romania         | 4  | 0  | 0  | 4  | 4  | 11 | 0     |
| Rússia          | 4  | 0  | 0  | 4  | 0  | 7  | 0     |
| Escòcia         | 3  | 1  | 1  | 1  | 2  | 3  | 4     |
| Sèrbia          | 3  | 1  | 0  | 2  | 4  | 7  | 3     |
| Malta           | 2  | 2  | 0  | 0  | 6  | 1  | 6     |
| Azerbaidjan     | 2  | 1  | 1  | 0  | 4  | 1  | 4     |
| Xipre           | 2  | 1  | 1  | 0  | 4  | 1  | 4     |
| Estònia         | 2  | 1  | 1  | 0  | 2  | 1  | 4     |
| Moldàvia        | 2  | 0  | 2  | 0  | 2  | 2  | 2     |
| Dinamarca       | 2  | 0  | 1  | 1  | 1  | 2  | 1     |
| Noruega         | 2  | 0  | 1  | 1  | 1  | 2  | 1     |
| Israel          | 2  | 0  | 0  | 2  | 1  | 3  | 0     |
| Suècia          | 2  | 0  | 0  | 2  | 1  | 3  | 0     |
| Lituània        | 2  | 0  | 0  | 2  | 1  | 4  | 0     |
| Espanya         | 2  | 0  | 0  | 2  | 0  | 5  | 0     |
| Finlàndia       | 2  | 0  | 0  | 2  | 1  | 8  | 0     |
| República Txeca | 2  | 0  | 0  | 2  | 1  | 8  | 0     |

## Seleccionadors de Macedònia del Nord
| - Andon Dončevski (1993–1995) - Gjoko Hadžievski (1996–1999) - Dragan Kanatlarovski (1999–2001) - Gjore Jovanovski (2001–2002) - Nikola Ilievski (2002–2003) - Dragan Kanatlarovski (2003–2005) | - Slobodan Santrač (2005) - Boban Babunski (2005–2006) - Srečko Katanec (2006–2009) - Mirsad Jonuz (2009–2011) - John Toshack (2011–2012) - Čedomir Janevski (2012–) |  |  |

## Jugadors

### Més participacions
Actualitzat el 13 de juny del 2014
| Partits | Jugador             | Període en actiu |
| ------- | ------------------- | ---------------- |
| 100     | Goce Sedloski       | 1996-2010        |
| 84      | Veliče Šumulikoski  | 2002-2013        |
| 75      | Goran Pandev        | 2001-2013        |
| 72      | Artim Šakiri        | 1996-2006        |
| 70      | Igor Mitreski       | 2001-2011        |
| 64      | Nikolče Noveski     | 2004-2013        |
| 59      | Petar Miloševski    | 1998-2009        |
| 50      | Vlatko Grozdanovski | 2001-2011        |
| 48      | Gjorgji Hristov     | 1995-2003        |
| 46      | Ilčo Naumoski       | 2003-2012        |

### Més gols
Actualitzat el 13 de juny del 2014
| Gols | Jugador          | Període en actiu |
| ---- | ---------------- | ---------------- |
| 26   | Goran Pandev     | 2001-2013        |
| 16   | Gjorgji Hristov  | 1996-2003        |
| 15   | Artim Šakiri     | 1996-2006        |
| 10   | Goran Maznov     | 2001-2009        |
| 9    | Ilčo Naumoski    | 2003-2012        |
| 8    | Saša Ćirić       | 1995-2003        |
| 8    | Goce Sedloski    | 1996-2010        |
| 6    | Agim Ibraimi     | 2009-Actiu       |
| 5    | Mitko Stojkovski | 1994-2002        |
| 5    | Zoran Boškovski  | 1993-1998        |
| 5    | Aco Stojkov      | 2002-2010        |